# Kanikleios
Kanikleios (în greacă κανίκλειος), mai formal chartoularios tou kanikleiou sau epi tou kanikleiou (în greacă [χαρτουλάριος] ἐπὶ τοῦ κανικλείου), a fost unul dintre cele mai importante posturi din cancelaria imperială bizantină. Deținătorul său era păstrătorul călimării imperiale, numite kanikleion, care avea forma unui câine mic (în latină canicula) și conținea cerneala violetă cu care împăratul bizantin semna documentele imperiale, precum și al stiloului imperial. Înaltul funcționar imperial avea sarcina de autentificare a inscripțiilor imperiale, precum și responsabilități juridice: asista la judecăți și oferea sfaturi juridice, cerceta diferite cazuri, oferea sfaturi părților adverse și – dacă nu erau puse în aplicare – le înainta tribunalului pentru a fi judecate.

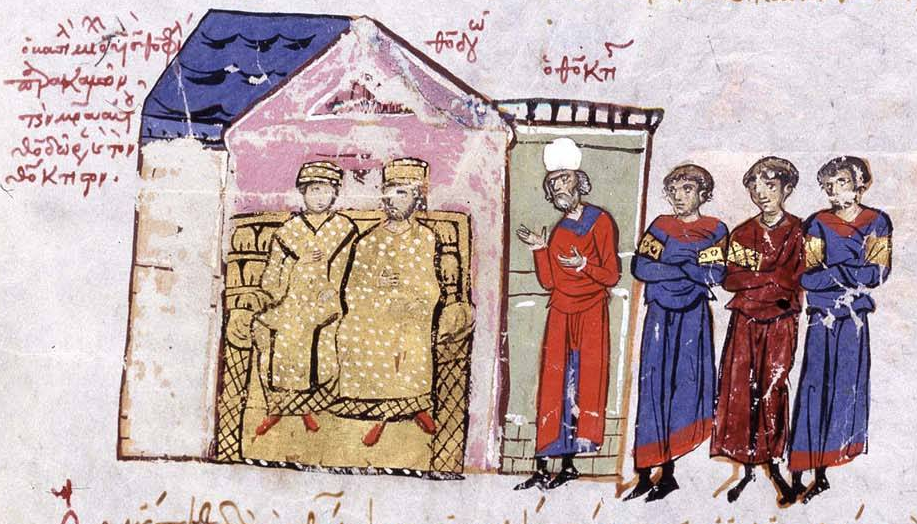
Theoktistos cu călimara pe cap, împreună cu împăratul Mihail al III-lea.

Funcția a apărut pentru prima dată în secolul al IX-lea și a fost îndeplinită, de obicei, împreună cu alte funcții administrative guvernamentale. În Kletorologionul din 899 este menționat printre „demnitățile speciale” (ἀξίαι εἰδικαί, axiai eidikai), după synkellos și înainte de protostrator. În ordinea generală de prioritate, kanikleios-ul era situat în urma deținătorului funcției de chartoularios tou vestiariou și înaintea deținătorului funcției de protostrator și este menționat ca deținător uzual al rangului de protospatharios.
Apropierea sa de persoana împăratului și natura misiunii sale au făcut din kanikleios un funcționar foarte influent, mai ales în ceea ce privește redactarea crisobulelor imperiale. Împărații au încredințat adesea această funcție unor sfetnici de încredere, care au servit ca veritabili miniștri șefi: Theoktistos sub domnia lui Mihail al III-lea (842–867), Nikephoros Ouranos la începutul domniei lui Vasile al II-lea (976–1025), puternicul Theodor Styppeiotes sub domnia lui Manuel I Comnen (1143–1180), Demetrios Tornikios sub domnia lui Isaac al II-lea Angelos (1185-1195, 1203-1204), Theodoros Eirenikos sub domnia lui Alexie al III-lea Angelos (1195–1203), Nikephoros Alyates sub domnia lui Ioan al III-lea Vatatzes (1221–1254) și Mihail al VIII-lea (1259–1261) și cărturarul Nikephoros Choumnos, care a deținut și postul de prim-ministru (mesazōn), sub domnia lui Andronic al II-lea Paleologul (1282–1328). Ultimul titular cunoscut al acestei funcții a fost Alexios Palaiologos Tzamplakon (c. 1438).
În Constantinopol a existat pe malul Cornului de Aur un cartier numit ta Kanikleiou, care și-a luat numele de la palatul reședință construit acolo de Theoktistos.